# Jenneria
Jenneria là một chi ốc biển, là động vật thân mềm chân bụng sống ở biển trong họ Pediculariidae.

## Các loài
Các loài thuộc chi Jenneria bao gồm:
- Jenneria pustulata (Lightfoot, 1786)[2]